# Nåleskov
| Taiga Løvskove Mediterrane biomer | Subtropiske tørkeskove Bjergskove |

Nåleskov er en skov bestående af nåletræer. Til de flestes overraskelse er nåleskov ikke naturligt forekommende i Danmark. Kun Skovfyr, Enebær og Taks er naturligt hjemmehørende nåletræer i Danmark og de naturlige fyrreskove er for længst uddøde – nye fyrreskove er dog plantet hist og her så man kan stadig nyde den statelige skovfyr i Danmark. De fleste nåleskove i Danmark er plantager af Rød-Gran eller Almindelig Ædelgran, men en række andre arter af gran og ædelgran forekommer også ligesom både fyr og lærk forekommer.
På verdensplan forekommer nåleskov i en lang række forskellige biomer:
- Taigaen er verdens største skovområde. Den eurasiske taiga strækker sig fra Bergen i Vest til Vladivostok i øst. Størstedelen af taigaen er enten ren nåleskov eller skov hvor nåletræer indgår som et væsentligt element. Dette omfatter f.eks. den gran- og fyrreskov vi kender fra Sverige og Norge. Her forekommer granen på de bedre jorde og i de mildere områder, mens koldere regioner og fattigere jorde er domineret af fyrreskov. Det samme gør sig gældende i Canada og det nordlige USA.
- I Løvskovs-biomet forekommer nåleskove i stor stil som plantager (f.eks. i Danmark) men også hist og her naturligt. Øst for Tyskland bevæger man sig ind i et område med tiltagende kontinentalt klima – her er nåleskove almindelige.
- I Mediterrane biomer og Subtropiske tørkeskove kan nåletræer indgå som et væsentligt element. Da løvtræerne i disse områder typisk er stedsegrønne ligesom nåletræerne, giver dette ikke en konkurrence-fordel. Alligevel synes nåletræerne at være mere tolerante overfor tørke, hård vindslid og næringsfattig jord. Hvis de lokal-klimatiske forhold er for ringe vi lnåleskoven degenerere til busk-agtig bevoksning.
- Bjergskove forekommer overalt på kloden. Her er det højden der giver anledning til koldere klima. F.eks. i det vestlige USA og Canada forekommer betydelige nåleskove i bjergskove. Nogle af verdens største træer forekommer i disse områder. Alperne er et andet eksempel på nåleskov i bjerge. En lang række nåletræer af speciel interesse eller komerciel betydning kommer fra bjergskove
  - Almindelig Ædelgran kommer fra de mellemeuropæiske bjergskove, bl.a. Alperne – det er vigtigt tømmertræ; bruges desuden til pyntegrønt
  - Nordmannsgran der er velkendt som juletræ kommer fra Kaukasus
  - Douglasgran og Kæmpe-Gran er vigtige tømmertræer fra bjergene i det vestlige USA og Canada
  - Mammuttræ fra Sierra Nevada i USA er verdens største træ
  - Redwood, ligeledes fra USA, er verdens højeste træ

## Økologi
Den typiske rødgrans-plantage i Danmark, er kendt som en trist, mørk skov uden meget liv i skovbunden. Dette skyldes imidlertid at træerne er plantet unaturligt tæt; i naturligt forekommende nåleskove er der en lang række forskellige plante- og dyrearter der trives i skovbunden. Nåle omsættes langsommere end blade når de falder af, og nåletræer forekommer ofte i koldere områder end løvtræer, hvilket også sænker omsætningen i skovbunden. Bunden i nåleskove er derfor oftest sur
På den Skandinaviske halvø, Finland og Europæisk Rusland forekommer vidtstrakte nåleskove domineret af Rødgran og Skovfyr. Træerne forekommer ofte side om side, men der kan alligevel groft skelnes mellem 2 skovtyper
- Granskov: I de lidt mildere områder og på lidt bedre jorde. Rødgran er et skyggetræ og skovbunden er oftest domineret af Mos og Blåbær.
- Fyrreskov: I de lidt koldere områder og på lidt fattigere jorde. Skovfyrren er et lystræ, og der er oftest flere forskellige arter i skovbunden, bl.a. Tyttebær og Lyng. Skovfyr er meget tolerant overfor forskellige grader af fugtighed. Fyrreskoven kan derfor forekomme både tør med en næsten hedeagtig underskov, men også på meget våd bund f.eks. i Skovbevoksede tørvemoser. Birk findes ofte indblandet i fyrreskoven.

Disse nordiske nåleskove har desuden en række andre fælles træk der alle kan henføres mere eller mindre til et lavt næringsindhold i jorden, og som derfor adskiller disse skove for den typiske danske løvskov på muldbund.
- Karakterarter i skovbunden Linnaea og forskellige arter af Vintergrøn
- Rig mos og lavflora
- Skovmoser oftest med tørvemosser, hvor tørvemosser typisk er fraværende i en dansk løvskovsmose
- Elg og til dels Brun bjørn er to store, kendte dyr som hører til i de nordiske nåleskove. Deres fravær i Danmark skyldes dog også utilstrækkelig revir-størrelse

I det nordlige Nordamerika findes lignende skove, blot med andre arter af gran og fyr.

## Nåleskovs-biomer
- Taiga/Nordlig nåleskov
- Tempereret nåleskov
- Tropisk og subtropisk nåleskov

## Eksempler på nåleskove
- Skandinavisk og russisk nåleskov
- Nordlige skove ved Muskwa-Slavesøen
- Canadisk nåleskov
- Nåleskov på Uralbjergene